# 少年愛の美学
少年愛の美学（しょうねんあいのびがく）とは、成人向けアンソロジーコミックシリーズであり、ショタコン誌の復活に向けて発行されたと謳っており 、タイトルは同性愛を扱った稲垣足穂の同名の著作から取られている。
第1巻は2003年にエースファイブコミックスから発行された。
これまでに17巻・別冊2巻が発行されており、ショタコンをメインテーマにしつつも、女装・おもらし・インセストといった要素を含んでいる一方、異性愛（いわゆるストレート・ショタ）は扱っていない。

## 主な参加アーティスト
- 秋緒たかみ
- ちゆ12歳
- 土肥けんすけ
- 海老知里子
- 星逢ひろ
- 稲葉COZY
- 犬丸
- かわだ章吾
- 三井純
- ぽ～じゅ
- 坂本ハヤト
- さそりがため
- ツヅキ真宵
- 矢間野狐
- よこやまちちゃ

## 既刊一覧
| #   | サブタイトル           | 発売日         |
| --- | ---------------------- | -------------- |
| 1   | The 女装少年           | 2003年6月15日  |
| 2   | The やんちゃ少年       | 2003年8月15日  |
| 3   | The 泣き虫少年         | 2003年10月15日 |
| 4   | The 甘えんぼ少年       | 2003年12月15日 |
| 5   | The 精通               | 2004年2月15日  |
| 6   | The 制服少年           | 2004年4月15日  |
| 7   | The 悪戯っ子           | 2004年6月15日  |
| 8   | The ぼくらの夏休み     | 2004年8月15日  |
| 9   | The ぼくらの運動会     | 2004年10月15日 |
| 10  | The 朝立ち             | 2004年12月25日 |
| 11  | The メがネ少年         | 2005年2月25日  |
| 12  | The 弟                 | 2005年4月25日  |
| 13  | The おもらし少年       | 2005年6月25日  |
| 14  | The くらべっこ         | 2005年8月25日  |
| 15  | The 女装少年～下着編～ | 2005年10月25日 |
| 16  | The ぼくらの遠足       | 2005年12月25日 |
| 17  | The わんぱく少年       | 2006年2月25日  |
| EX  | 女装少年               | 2008年5月27日  |
| EX2 | 包茎                   | 2008年11月27日 |